# Verband der Gastwirtsgehilfen
Der Verband der Gastwirtsgehilfen wurde 1898 als Verband Deutscher Gastwirtsgehilfen gegründet. Die freie Gewerkschaft organisierte Beschäftigte im Gastgewerbe im Deutschen Kaiserreich und in der Weimarer Republik.

## Geschichte
Die Gewerkschaft wurde durch Zusammenschluss von neun Lokalvereinen zum 1. Januar 1898 als Verband Deutscher Gastwirtsgehilfen gegründet. Bei Gründung hat der Verband 915 Mitglieder. Der Verband wurde 1912 in Verband der Gastwirtsgehilfen umbenannt. Sitz der Gewerkschaft war Hamburg.
Der Verband war Mitglied in der Generalkommission der Gewerkschaften Deutschlands und dem Nachfolger Allgemeiner Deutscher Gewerkschaftsbund.
Im Jahr 1920 fusionierte die Gewerkschaft mit dem Bund der Hotel-, Restaurant- und Café-Angestellten und dem Verband der Köche zur Gewerkschaft Zentralverband der Hotel-, Restaurant- und Café-Angestellten.

## Vorsitzende
- 1899–1912: Hugo Poetzsch
- 1912–1920: Robert Zeiske